# Jacques II. de Goÿon de Matignon

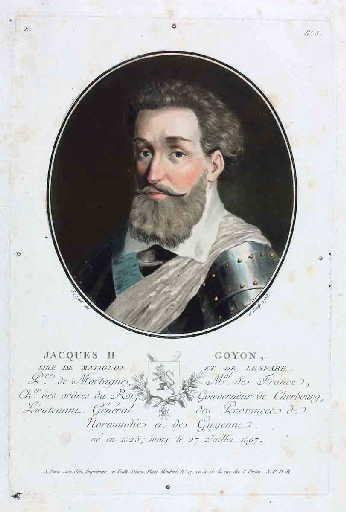
Jacques II de Goÿon de Matignon

Jacques II. de Goÿon de Matignon (* 26. September 1525 in Lonrai (Orne); † 27. Juli 1598 auf dem Château de Lesparre (Lesparre-Médoc)) war ein französischer Militär und Politiker. Er war Marschall von Frankreich, Lieutenant-général der Normandie, Gouverneur von Guyenne und als Nachfolger seines Freundes Michel de Montaigne Bürgermeister von Bordeaux.

## Leben und Wirken
Er entstammte einer alten bretonischen und normannischen Adelsfamilie Goÿon, die sich später nach dem Sitz Goÿon de Matignon benannte.
Er war der Sohn des Jacques I., Seigneur de La Roche-Goÿon, Baron de Thorigny (1497–1537) und dessen Ehefrau Anne de Silly, Dame de Lonray (ca. 1500–1551), Tochter von François de Silly, Seigneur de Lonray.
Am 2. Mai 1558 heiratete er die verwitwete Françoise de Daillon du Lude († 1603), älteste Tochter von Jean de Daillon, Comte du Lude, Gouverneur des Poitou und Seneschall von Rouergue und Anne Batarnoy. Er hatte fünf Kinder Odet seigneur de Matignon, comte de Thorigny (1559–1595), Lancelot, seigneur de Lonray, Charles seigneur de Matignon, comte de Thorigny (1564–1648), Gillonne de Goÿon († 1641) und Anne de Goÿon.
Im Jahr 1559 wurde er auf Initiative von Caterina de’ Medici durch ihren Sohn Franz II. zum Generalleutnant der Basse-Normandie, lieutenance générale de la Basse-Normandie ernannt.
Jacques de Goÿon trat schon als junger Mann der Armee bei. Er kämpfte unter König Heinrich II.
Als Henri von Valois, der spätere Heinrich III., mit siebzehn Jahren Oberbefehlshaber der königlichen Truppen im Dritten Hugenottenkrieg geworden war, half ihm Jacques de Goÿon bei den Siegen in der Schlacht von Jarnac am 13. März 1569 und in der Schlacht von Moncontour am 3. Oktober 1569.

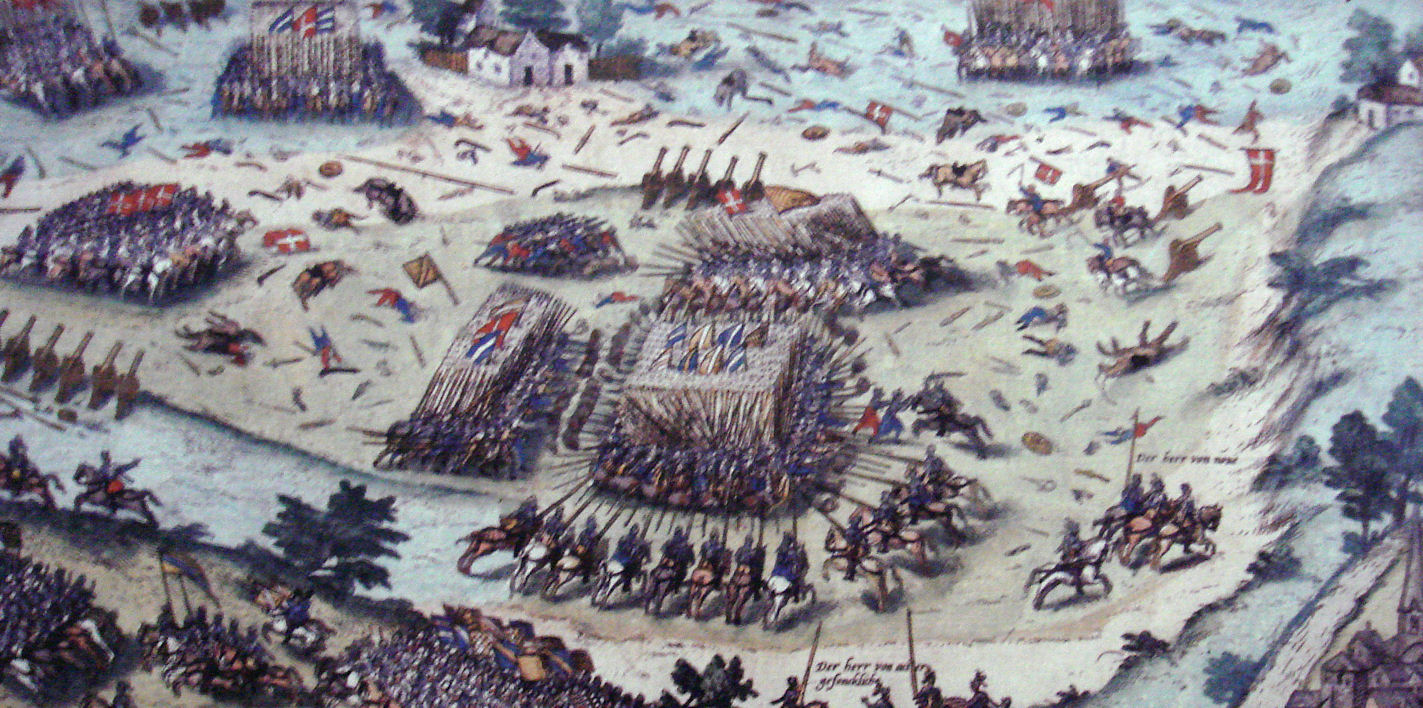
Schlacht von Jarnac im Nordwesten von Poitiers. Im dritten Hugenottenkrieg (1568–1570) kämpfte Jacques de Goÿon auf Seite der Katholiken

Das Debüt für seine militärische Karriere hatte er mit der Eroberung der drei Bistümer (Metz, Toul und Verdun). In der Schlacht von Saint-Quentin geriet er in Gefangenschaft. Zur Belagerung von La Fère war auch Michel de Montaigne anwesend.
Am 27. Mai 1574 arretierte Jacques de Goÿon den Tjostpartner von Heinrich II., den Hauptmann Gabriel I. de Lorges, Graf von Montgomery – der König erlitt einen Unfall am 30. Juni 1559 anlässlich der Feier des Friedensvertrags mit Habsburg (Frieden von Cateau-Cambrésis) in einem Turnier – obwohl Heinrich II. selbst seinen Hauptmann von jeglicher Schuld freisprach, wurde Montgomery von Heinrichs Ehefrau Caterina de’ Medici von nun an verfolgt.
Im Jahr 1579 berief ihn Heinrich III. zum Marschall von Frankreich, maréchal de France. Diese Funktion war ursprünglich ein militärisches Stellvertreteramt des Kronfeldherrn, connétable des Königs von Frankreich. Am 21. Dezember 1579 wurde er als Ritter in den Orden vom Heiligen Geist, Ordre du Saint-Esprit aufgenommen.

Wappen des Hauses von Goÿon

Heinrich III. ernannte ihn im Jahr 1584 zum Gouverneur de Guyenne. Kurze Zeit später wurde vom selben König Michel de Montaigne zum Bürgermeister der Stadt berufen. Er löste Armand de Gontaut, seigneur de Biron ab. Zwischen dem Militär de Goÿon und Montaigne entspannte sich eine Zeit ausgezeichneter Kooperation.